# تپه گورستان قدیمی امزاجرد
تپه قبرستان قدیمی امزاجرد مربوط به سده‌های میانه و متاخر دوران‌های تاریخی پس از اسلام است و در شهرستان همدان، بخش مرکزی، دهستان هگمتانه، ۲۵۰ متری ضلع شمالی روستای امزاجرد واقع شده و این اثر در تاریخ ۲۳ بهمن ۱۳۸۵ با شمارهٔ ثبت ۱۷۱۴۰ به‌عنوان یکی از آثار ملی ایران به ثبت رسیده است.